# Celebeski jezici
Celebeski jezici, jedna od glavnih skupina malajsko-polinezijskih jezika kojima govore mnogobrojna plemena i narodi na području Celebesa u Indoneziji. 
Po novijoj klasifikaciji obuhvaća (64) jezika i dijeli se na:
a. istočnocelebeske s jezičnim podskupinama Saluan-Banggai (6); Bungku-Tolaki (15) i Muna-Buton (12).
b. Kaili-Pamona (16)
c. Tomini-Tolitoli (10):
d. Wotu-Wolio (5)
Prema ranijoj klasifikaciji obuhvaćala je (114) jezika, to su: 
a) bungku-tolaki (15): bahonsuai, bungku, kodeoha, koroni, kulisusu, mori atas, mori bawah, moronene, padoe, rahambuu,  taloki, tolaki, tomadino, waru, wawonii.
b) gorontalo-mongondow (9): bintauna, bolango, buol, gorontalo, kaidipang, lolak, mongondow, ponosakan, suwawa.
c) kaili-pamona (16): bada, baras, besoa, kaili (3 jezika: da'a, ledo, unde), lindu, moma,  napu, pamona, rampi, sarudu,  sedoa,  tombelala, topoiyo, uma.
d) minahasan (5), Indonezija/Sulawesi: tombulu, tondano, tonsawang, tonsea, tontemboan.
e) muna-buton (12), Indonezija/Sulawesi: bonerate, busoa, cia-cia, kaimbulawa, kioko, kumbewaha, lasalimu, liabuku, muna, pancana,  tukang besi sjeverni, tukang besi južni.
f) saluan-banggai (6) Indonezija/Sulawesi: andio, balantak, banggai, bobongko, saluan (dva jezika: obalsni i kahumamahon.
g) sangirski /Sangir/ (5) Indonezija/Sulawesi: bantik, ratahan, sangil, sangir, talaud.
h) južni Sulawesi (31): aralle-tabulahan, bambam, bentong, budong-budong, bugis, campalagian, dakka, duri, embaloh, enrekang, kalumpang, konjo (2 jezika, obalni i planinski; coastal, highland), lemolang, maiwa, makasar, malimpung, mamasa, mamuju, mandar, panasuan, pannei, seko padang, seko tengah, selayar, tae', talondo', taman, toala', toraja-sa'dan, Ulumanda’.
i) Tomini-Tolitoli (10), Indonezija/Sulawesi: balaesang, boano, dampelas, dondo, lauje, pendau, taje, tajio, tomini, totoli.
j) Wotu-Wolio (5), Indonezija/Sulawesi: kalao, kamaru, laiyolo, wolio, wotu.

## Vanjske poveznice
- Ethnologue (14th)